# 王运祥
王运祥（1917年—？），男，山东金乡人，中华人民共和国政治人物，曾任中共西藏自治区纪委副书记，西藏自治区人大常委会副主任。